# Vak K

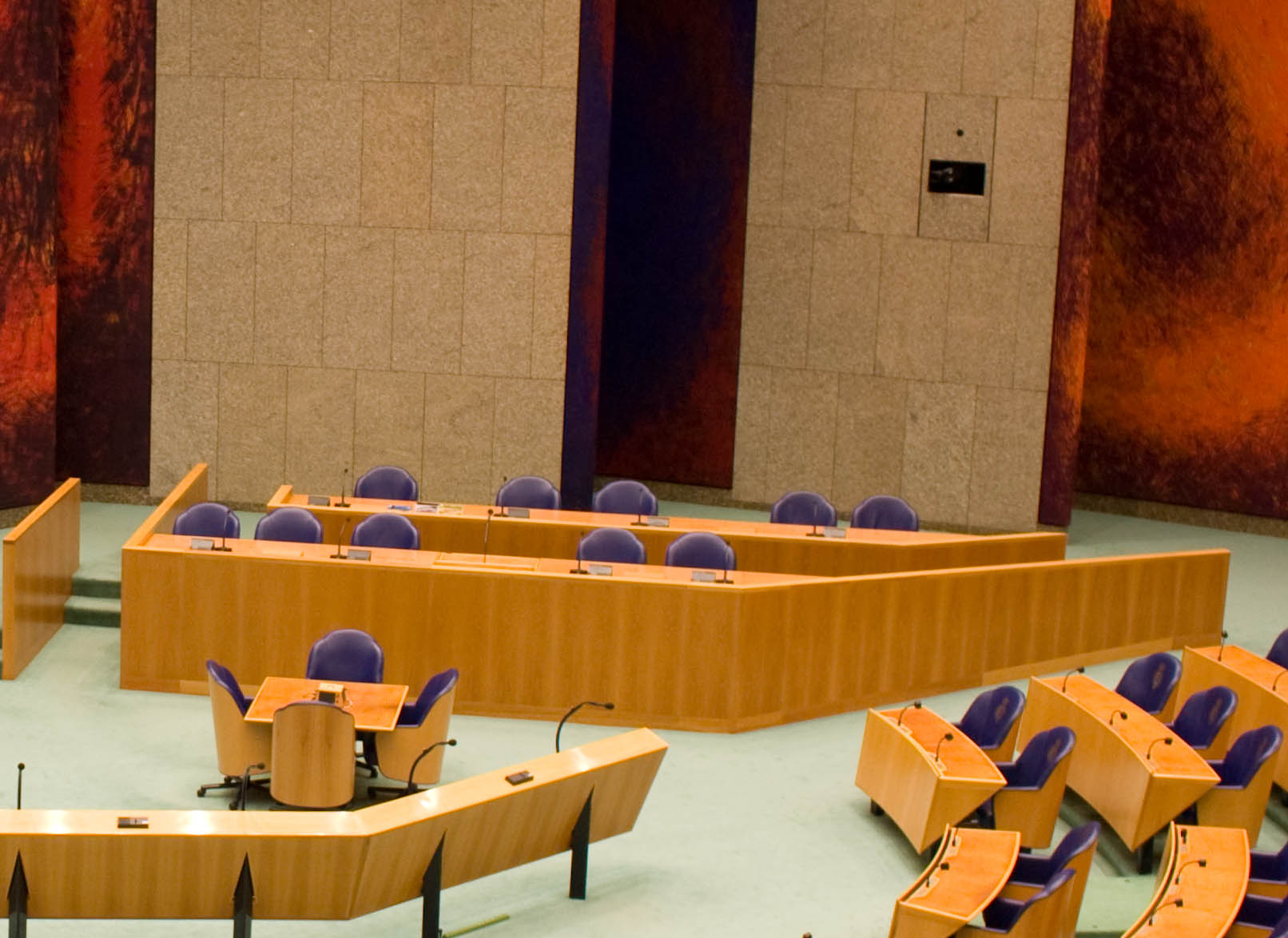

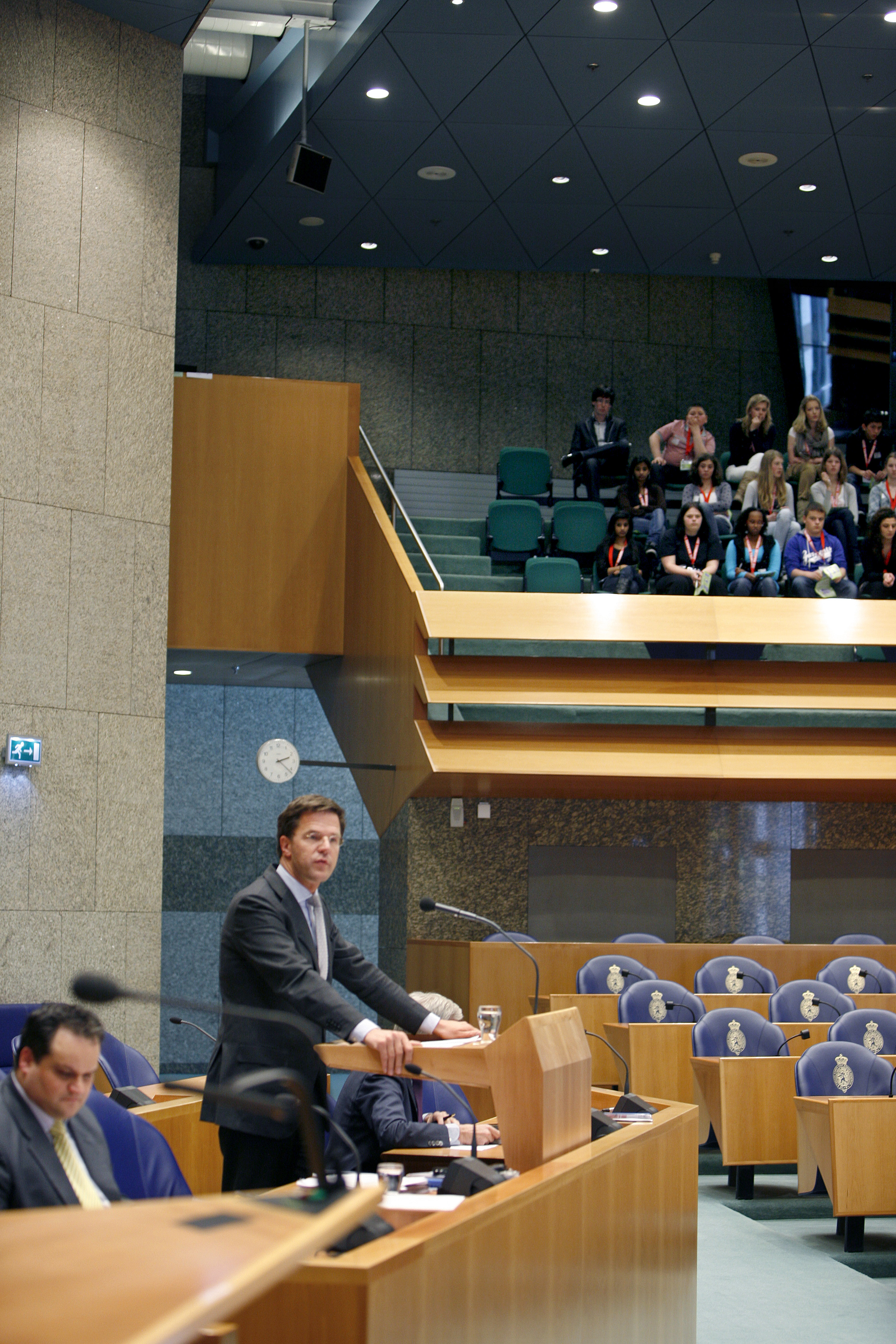
Minister-president Mark Rutte spreekt vanuit vak K (2011)

Vak K is de informele benaming van het gedeelte van de plenaire vergaderzaal van de Nederlandse Tweede Kamer waar bewindslieden van het Nederlands kabinet plaatsnemen tijdens Tweede Kamerdebatten. De naam werd in 1992 door toenmalig premier Ruud Lubbers geïntroduceerd bij de opening van de nieuwe vergaderzaal.
Gezien vanuit de zetels van de Kamerleden en publiek ligt vak K aan de rechterkant van de zaal. De bewindslieden kijken recht de zaal in. Het aparte vak zorgt voor een scheiding tussen de machten en de bewindslieden kunnen achterlangs door de achterwand de zaal betreden en verlaten.
Vak K wordt doorgaans tijdens debatten in het parlement bezet door het kabinet, maar er zijn ook andere situaties waarin er gebruik wordt gemaakt van vak K. Kamerleden mogen daar ook zitten wanneer zij een initiatiefwetsvoorstel verdedigen. Hetzelfde geldt voor kandidaten tijdens de verkiezing van Kamervoorzitter, of verkenners en (in)formateurs die tijdens de kabinetsformatie verslag aan de Kamer uitbrengen.
Leden van het kabinet zijn in de Kamer te gast, en hoewel niet officieel vastgelegd, vraagt de Kamervoorzitter kabinetsleden hierbij formeel gekleed te gaan, voor mannen in colbert en stropdas.